# Уиндер, Чарльз Сидни
Чарльз Сидни Уиндер (Charles Sidney Winder) (18 октября 1829 — 9 августа 1862) — кадровый офицер армии США, генерал Армии Конфедерации во время  гражданской войны, который командовал знаменитой Бригадой Каменной Стены. Погиб в сражении у Кедровой горы.

## Ранние годы
Уиндер родился в городке Истон в округе Телбот, Мэриленд, в семье Эдварда Стоутона Уиндера (1798 - 1849) и Элизабет Тейлор. Он приходился родственником будущему генералу Конфедерации, Джону Уиндеру. Его дедом по матери был губернатор Мэриленда Эдвард Ллойд, а его отец Эдвард служил во 2-м драгунском полку во Флориде и умер от болезни в 1840 году. Его старшие братья тоже были военными, в частности Джеймс Мюррей Уиндер погиб на Мексиканской войне в 1847 году. Смерть отца привела к тому, что Чарльза и его братьев воспитывали Ллойды, так что он был близко связан со своими родственниками по материнской стороне. Он окончил St. John's College в Аннаполисе, а затем решил связать свою жизнь с военной службой. Наличие родственников, погибших на войне, давало ему хорошие щансы получить рекомендацию, и в итоге, при содействии его дяди Франклина Бьюкинена он в 1846 году поступил в военную академию Вест-Пойнт, которую окончил 22-м по успеваемости в выпуске 1850 года. Его определили временным вторым лейтенантом в 3-й артиллерийский полк. Он служил в форте Гамильтон и форте Коламбус, а 21 июля 1851 года его временное звание стало постоянным.
Уиндер служил адъютантом полка с 4 апреля 1854 года по 3 марта 1855 года, и 5 апреля 1854 года получил звание первого лейтенанта. В 1854 году он был переведен на службу в Калифорнию, в арсенал Бениция. По пути в Калифорнию его пароход "San Francisco" попал в ураган, и за проявленное мужество Уиндеру 3 марта 1855 года присвоили звание капитана.
В 1856 году Уиндер служил в форте Ванкувер и форте Каскадес (территория Вашингтон) и участвовал в отражении набегов индейцев 27 - 28 марта 1856 года. В 1858 году он служил в форте Валла-Валла (территория Вашингтон), и участвовал в походе против споканов в сентябре 1858 года.

## Гражданская война
1 апреля 1861 года Чарльз Уиндер в звании капитана артиллерии, подал в отставку со своего поста в армии США. Еще 16 марта 1861 года Уиндер уехал на юг и по собственному желанию присоединился к армии КША. Ему было присвоено звание майора, а сам Уиндер прикреплен к 6-му Южнокаролинскому пехотному полку. 8 июля 1861 года присвоено звание полковника и Уиндер назначен командующим артиллерией полка. 
1 марта 1862 года Чазльзу Сидни Уиндеру присвоено звание бригадного генерала, а сам он направлен в долину Шенандоа, где прибыл в распоряжение штаба известного генерала Томаса Джексона. 25 марта 1862 года Джексон назначил Уиндера командующим Бригадой Каменной Стены вместо отстраненного им от командования и вскоре направленного под арест бригадного генерала Ричарда Гарнетта. Тем не менее отношения у Уиндера с солдатами бригады сложились неудачные, последние явно невзлюбили своего нового командующего, за высокие требования к дисциплине и требования безупречного выполнения приказов. По бригаде ходили слухи, что свои же подстрелят его в первом же сражении.

## Гибель
7 августа дивизии Джексона начали марш из Гордонсвилла на Ориндж. К этому моменту Уиндер болел уже несколько дней и врачи запретили ему командовать на поле боя. Уиндер решил повиноваться врачам на марше, но нарушить их указания в случае начала сражения. По этой причине он послал лейтенанта Ховарда к Джексону, чтобы тот узнал у Джексона, куда именно армия идёт и когда будет сражение, чтобы он мог вовремя оказаться при бригаде. Ховард с неохотой передал этот запрос и очень опасался резкого ответа от Джексона (который не любил раскрывать своих планов), но тот ответил: «Передайте генералу Уиндеру, что я очень переживаю за его здоровье, и что будет сражение, но не завтра, и я надеюсь, он будет готов, скажите, что армия идёт к Барнетс-Форд и там он получит дальнейшие инструкции».
9 августа 1862 года дивизии Джексона подошли к Кедровой горе. Первой шла дивизия Юэлла, за ней - три бригады дивизии Джексона (Рональда, Гарнетта и Тальяферро), командование которыми в 04:00 принял Чарльз Уиндер. Он был всё так же нездоров, но не сдавал командования. Несмотря на бледность и слабость он покинул санитарную повозку и ехал верхом впереди своей дивизии.
В самом начале сражения у Кедровой Горы между 16 и 17 часами дня, дивизия Уиндера стояла левее дивизии Юэлла. Генерал отдал приказ вступить в артиллерийскую перестрелку с федеральными войсками и лично корректировал огонь батарей Поаге, Карпентера и Каски. Увидев, что федеральные орудия меняют позицию, он отдал приказ прислуге ближайшего Паррота, но не был услышан. Тогда он приложил ко рту руку и повторил приказ, и в это момент федеральный снаряд прошёл через его левую руку и левый бок, и Уиндер упал на землю. Принято считать, что он упал прямо на Калпеперскую дорогу, около "ворот Криттендена". Командование его подразделением немедленно принял  Уильям Тальяферро.
Уиндера на носилках вынесли в тыл. Лейтенант Ховард сопровождал его. «Он становился спокойнее, — вспоминал Ховард, — а я шёл радом с ним и держал его за руку, и чувствовал, как она становится холоднее. Мы остановились в роще у храма или школы на западной стороне дороги. В это время — думаю, после 18:00 — он уже был без сознания, а на закате, когда я обнимал его за шею и поддерживал голову, он испустил дух, и так спокойно, что я едва помню, когда точно это произошло». Узнав о гибели Уиндера, Джексон сказал: «Я едва могу думать о гибели бригадного генерала Уиндера без слёз в глазах».